# Сін'ян
Сін'ян (кит. спр. 荥阳市, піньїнь: Xíngyáng Shì) — місто-повіт у центральнокитайській провінції Хенань, складова міста Чженчжоу.

## Географія
Сін'ян лежить на висоті близько 144 метрів над рівнем моря на правому березі Хуанхе.

### Клімат
Місто знаходиться у зоні, котра характеризується вологим субтропічним кліматом. Найтепліший місяць — липень із середньою температурою 27 °C. Найхолодніший місяць — січень, із середньою температурою 0,5 °С.
| Клімат Сін'яна          | Клімат Сін'яна | Клімат Сін'яна | Клімат Сін'яна | Клімат Сін'яна | Клімат Сін'яна | Клімат Сін'яна | Клімат Сін'яна | Клімат Сін'яна | Клімат Сін'яна | Клімат Сін'яна | Клімат Сін'яна | Клімат Сін'яна | Клімат Сін'яна |
| Показник                | Січ.           | Лют.           | Бер.           | Квіт.          | Трав.          | Черв.          | Лип.           | Серп.          | Вер.           | Жовт.          | Лист.          | Груд.          | Рік            |
| Середній максимум, °C   | 5,7            | 9,1            | 14,5           | 22             | 27,4           | 32             | 31,6           | 30,2           | 26,8           | 21,6           | 14,2           | 7,8            | 20,2           |
| Середня температура, °C | 0,5            | 3,5            | 8,7            | 15,9           | 21,4           | 26,2           | 27             | 25,6           | 21,3           | 15,8           | 8,6            | 2,6            | 14,8           |
| Середній мінімум, °C    | −3,5           | −0,8           | 3,8            | 9,9            | 15,5           | 20,5           | 23             | 21,8           | 16,8           | 11             | 4              | −1,4           | 10             |
| Норма опадів, мм        | 9.7            | 12.6           | 25.9           | 29.9           | 59.2           | 62.6           | 142.9          | 127.7          | 70.5           | 38             | 20.8           | 9.1            | 608.9          |
| Вологість повітря, %    | 59             | 59             | 60             | 60             | 63             | 61             | 77             | 80             | 74             | 67             | 63             | 59             | 65.2           |
| ----------------------- | -------------- | -------------- | -------------- | -------------- | -------------- | -------------- | -------------- | -------------- | -------------- | -------------- | -------------- | -------------- | -------------- |
| Джерело: data.cma.cn    |                |                |                |                |                |                |                |                |                |                |                |                |                |